# エンベデッドシステムスペシャリスト試験
エンベデッドシステムスペシャリスト試験（エンベデッドシステムスペシャリストしけん、Embedded Systems Specialist Examination、略号ES）は、情報処理技術者試験の一区分である。試験制度のスキルレベル4（スキルレベルは1～4が設定されている。）に相当し、高度情報処理技術者試験に含まれる。対象者像は「IoTを含む組込みシステムの開発に関係する広い知識や技能を活用し、最適な組込みシステム開発基盤の構築や組込みシステムの設計・構築・製造を主導的に行う者」。

## 概要
システムエンジニアの中で、IoTを含む組み込み(エンベデッド)システム開発基盤の構築、設計・製造を主導的に行う者を対象としている。
本試験の基となったのは、日本情報処理開発協会（現 日本情報経済社会推進協会）が実施していたマイクロコンピュータ応用システム開発技術者（初級・中級）である。この試験は廃止されるまで上級試験が実施されることはなく、エンベデッドシステムスペシャリスト試験の前身である、マイコン応用システムエンジニア試験が事実上の上級試験として位置づけられていたと考えられる。
特殊な領域を扱うためか、本試験は情報処理技術者試験の各区分のなかで年間の受験者数が最も少なくなっている。

## 沿革
- 1996年（平成8年）マイコン応用システムエンジニア試験新設、春期から年1回実施。
- 2001年（平成13年）制度改正によりテクニカルエンジニア(エンベデッドシステム)試験と改称および形式変更。
- 2005年（平成17年）午前の試験時間延長および出題数増加。
- 2009年（平成21年）制度改正によりエンベデッドシステムスペシャリスト試験と改称および形式変更。
- 2020年（令和2年）シラバス改訂。情報セキュリティ分野や第四次産業革命関連の新技術（AI、ビッグデータ、IoTなど）の活用についての内容の出題が強化される[1]。また、日本における2019年コロナウイルス感染症による社会・経済的影響の影響により、2020年4月に予定されていた春期試験が中止となり、同年10月に「令和2年度10月試験」として実施[2]。翌年以降も、秋期に時期を変更して実施[3]。
- 2023年（令和5年）出題形式およびシラバス改訂。午後IIが事例解析から論述式へ変更。午前IIの出題分野に「システム企画」「経営戦略マネジメント」「技術戦略マネジメント」が追加[4]。ITストラテジスト試験とシステムアーキテクト試験で、組み込みシステム分野の出題が除外。
- 2024年（令和6年）シラバス改訂。午前IIの出題分野に「ユーザーインタフェース」が追加[5]。

## 試験の形式

### 午前I
試験時間50分。四肢択一式（マークシート使用）で30問出題され全問解答。他の高度情報処理技術者試験と共通のスキルレベル3相当の問題が出題される。満点の60%を基準点とし、基準点以上で午前I試験通過となる。基準点に達しなかった場合は不合格で、午前II・午後I・午後IIは採点されない。

### 午前II
試験時間40分。四肢択一式（マークシート使用）で25問出題され全問解答。スキルレベル4かつ重点分野は「コンピュータ構成要素」「ハードウェア」「ソフトウェア」「システム開発技術」であり、コンピュータシステム系統の問題は殆どが重点分野である。スキルレベル3の中で対象は、「システム構成要素」「ネットワーク」「情報セキュリティ」「ソフトウェア開発管理技術」である。満点の60%を基準点とし、基準点以上で午前II試験通過となる。基準点に達しなかった場合は不合格で、午後I・午後IIは採点されない。
「情報セキュリティ」は制御システムのセキュリティ評価や、IoTシステムの設計・開発におけるセキュリティに関する内容を中心に出題される。2020年度（令和2年度）の試験より、「情報セキュリティ」がスキルレベル4かつ重点分野に引き上げられたほか、「ビジネスインダストリ」がスキルレベル3として出題範囲に追加された。「ビジネスインダストリ」は、民生機器・産業機器などIoT関連知識を含む領域である。2023年より「システム企画」「経営戦略マネジメント」「技術戦略マネジメント」が追加。2024年より「ユーザーインタフェース」が追加。
| 分類           | 午前Iと午前IIの両方で出題される領域 特に午前IIではスキルレベル4かつ重点分野 | 午前Iと午前IIの両方で出題される領域 スキルレベル3 | 午前Iでのみ出題される領域（午前IIでは対象外） スキルレベル3                                        |
| -------------- | --- | --- | -------------------------------------------------------------------------------------------------- |
| テクノロジ系   | - コンピュータ構成要素 - ハードウェア、ソフトウェア - システム開発技術 - 情報セキュリティ（主に制御システム、IoTシステム関連）：2020年度（令和2年度）よりスキルレベル4かつ重点分野に引き上げられる。 | - システム構成要素 - コンピュータネットワーク - ソフトウェア開発管理技術 - ユーザインタフェース（2024年から午前IIの出題対象に追加）                                                                                          | - 基礎理論（離散数学、応用数学、アルゴリズム、プログラミングなど） - マルチメディア - データベース |
| マネジメント系 | | | - プロジェクトマネジメント - ITサービスマネジメント、システム監査                                  |
| ストラテジ系   | | - ビジネスインダストリ（IoT関連領域）：2020年度（令和2年度）より午前IIの出題対象に追加。 - システム企画（2023年から午前IIの出題対象に追加） - 経営戦略マネジメント、技術戦略マネジメント（2023年から午前IIの出題対象に追加） | - システム戦略 - 企業活動、法務                                                                    |

### 午後I
試験時間90分。エンベデッドシステム製品の設計開発に関する文章問題が2問出題される。2023年度（令和5年度）の試験以降は、2問中1問を選択して解答。満点（100点）の60%を基準点とし、基準点以上で午後I試験通過となる。基準点に達しなかった場合は不合格で、午後IIは採点されない。
- 2020年度（令和2年度）から2022年度（令和4年度）までの試験は、3問中2問を選択して解答（各50点）[1]。
  - 問1～2：ソフトウェア中心の問題
  - 問3：ハードウェア中心の問題
- 2019年度（平成31年度）の試験までは、問1必須（40点）、問2～3から1問を選択（各60点）、計2問解答。また、問1はソフトウェアとハードウェアの融合問題であった。

### 午後II
試験時間120分。企画・要件定義分野及び設計・開発分野が3問出題され、いずれか1問を選択して解答。論述式。評価ランクA、B、C、DのうちA評価のみ合格となる。
- 問1：製品企画中心の問題
- 問2：ハードウェア中心の問題
- 問3：ソフトウェア中心の問題

#### 2022年秋期まで
試験時間120分。エンベデッドシステム製品の設計開発に関する大規模の事例解析問題が2問出題され、いずれか1問を選択して解答。満点（100点）の60%を基準点とし、基準点以上で合格となる。
- 問1：ハードウェア中心の問題
- 問2：ソフトウェア中心の問題

### 科目免除
下記の試験に合格または基準点を得れば2年間、午前Iの科目免除が受けられる。
- 応用情報技術者試験に合格すること。
- いずれかの高度情報処理技術者試験に合格すること。
- 情報処理安全確保支援士試験に合格すること。
- いずれかの高度情報処理技術者試験の午前Iに基準点以上を得ること。
- 情報処理安全確保支援士試験の午前Iに基準点以上を得ること。

## 合格者の特典
- 合格または午前Iに基準点以上を得れば2年間、他の高度情報処理技術者試験および情報処理安全確保支援士試験の午前Iの科目免除が受けられる。

### 他資格の受験資格等
合格者が他の資格等を受験する場合の科目免除または任用資格（従前のマイコン応用システムエンジニア、テクニカルエンジニア(エンベデッドシステム)を含む）。
- 弁理士試験の科目免除（理工V・情報）
- 技術士試験（情報工学部門）の科目免除（第一次試験専門科目）[8]
- ITコーディネータ（ITC）試験の科目免除
- 技術陸曹・海曹・空曹および予備自衛官補（技能公募）の任用資格
- 警視庁特別捜査官の4級職（警部補）のサイバー犯罪捜査官の任用資格

## その他
- IT人材育成センター国家資格・試験部の統計資料による累計値

| 区分                                         | 受験者数（人） | 合格者数（人） | 合格率（%） |
| -------------------------------------------- | -------------- | -------------- | ----------- |
| マイコン応用システムエンジニア               | 8,696          | 1,130          | 13.0        |
| テクニカルエンジニア（エンベデッドシステム） | 23,682         | 2,948          | 12.4        |

統計資料の応募者・受験者・合格者の推移表において、上記の数値は本試験に計上されている。